# 比西圣马丹
比西圣马丹（法語：Bussy-Saint-Martin，法語發音：[bysi sɛ̃ maʁtɛ̃] ⓘ）是法国塞纳-马恩省的一个市镇，属于托尔西区。

## 地名
法语人名在日常人名译名以及《世界人名翻譯大辭典》、《法语姓名译名手册》等主流人名译名类书籍资料中多译作“马丁”，不过在《世界地名翻译大辞典》、《世界地名译名词典》和《法国地图册》等主流地名译名类书籍资料中多译作“马丹”。

## 地理
比西圣马丹（48°50'57"N, 2°41'25"E）面积2.64 平方千米，位于法国法蘭西島大區塞纳-马恩省，该省份为法国北部内陆省份，北起瓦兹省，西接埃松省、马恩河谷省、塞纳-圣但尼省和瓦兹河谷省，南至卢瓦雷省，东南接约讷省，东临马恩省和奥布省，东北接埃纳省。
与比西圣马丹接壤的市镇（或旧市镇、城区）包括：圣蒂博德维涅、托爾西、比西圣乔治、科莱然、古韦尔讷、盖尔芒特。
比西圣马丹的时区为UTC+01:00、UTC+02:00（夏令时）。

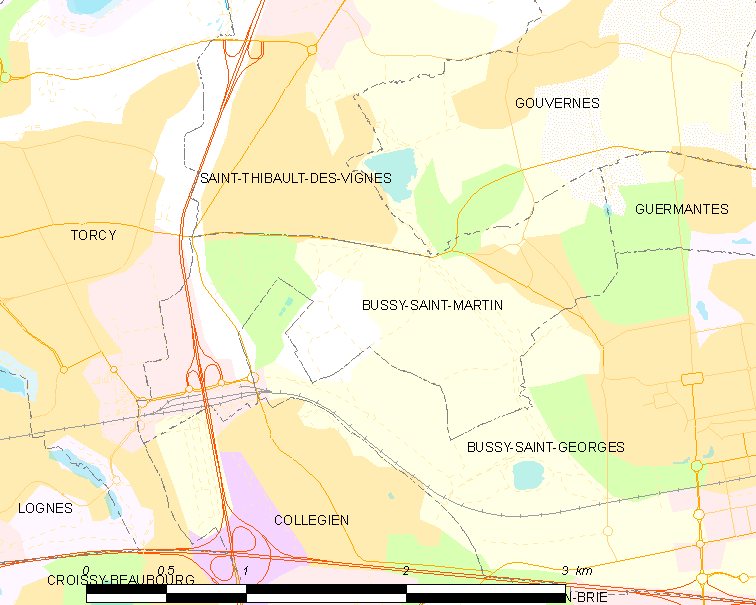
比西圣马丹的OSM定位图

## 行政
比西圣马丹的邮政编码为77600，INSEE市镇编码为77059。

## 政治
比西圣马丹所属的省级选区为托尔西县。

## 人口

1962-2008年间比西圣马丹人口变化图示

比西圣马丹于2022年1月1日时的人口数量为728人。